# Skanderborg Kommune (1970–2006)
| Strukturdaten       | Strukturdaten       |
| ------------------- | ------------------- |
| Sitz der Verwaltung | Skanderborg         |
| Fläche              | 143,22 km²          |
| Einwohner           | 21.745 (2003)       |
| Kommune seit 2007   | Skanderborg Kommune |

Skanderborg Kommune war bis Dezember 2006 eine dänische Kommune im damaligen Århus Amt in Jütland. Seit Januar 2007 bildet sie zusammen mit  den Kommunen Galten, Hørning und Ry, sowie einem Teil des Kirchspiels Voerladegård die neuen Skanderborg Kommune.
Skanderborg Kommune wurde im Rahmen der Verwaltungsreform von 1970 neu gebildet und umfasste folgende Sogn:
- Fruering Sogn
- Hylke Sogn
- Ovsted Sogn
- Skanderborg Slotssogn
- Skanderup Sogn
- Stilling Sogn
- Tåning Sogn
- Vitved Sogn